# باشگاه فوتبال ناویبانک سایگون
باشگاه فوتبال ناویبانک سایگون که قبلاً با نام کوان خو ۴ شناخته می‌شد، یک باشگاه فوتبال حرفه‌ای ویتنامی مستقر در شهر هوشی مین بود که از سال ۱۹۹۸ تا ۵ دسامبر ۲۰۱۲ فعال بود.

## افتخارات
- وی‌لیگ ۲: ۱ قهرمانی
- جام ملی ویتنام: ۱ قهرمانی